# Plectreuridae
Die Plectreuridae bilden eine Familie innerhalb der Unterordnung der Echten Webspinnen (Araneomorphae), die wiederum zur Ordnung der Webspinnen zählt. Es handelt sich um primitivere Vertreter dieser Unterordnung, die viele Merkmale mit anderen Spinnen aus der Teilordnung der Haplogynae teilen.
Im englischsprachigen Raum sind die Plectreuridae unter dem Trivialnamen Spurlipped Spiders (übersetzt etwa „Spornlippige Spinnen“) bekannt, der auf die mit Spornen versehenen Laden der Tiere hindeuten.

## Merkmale

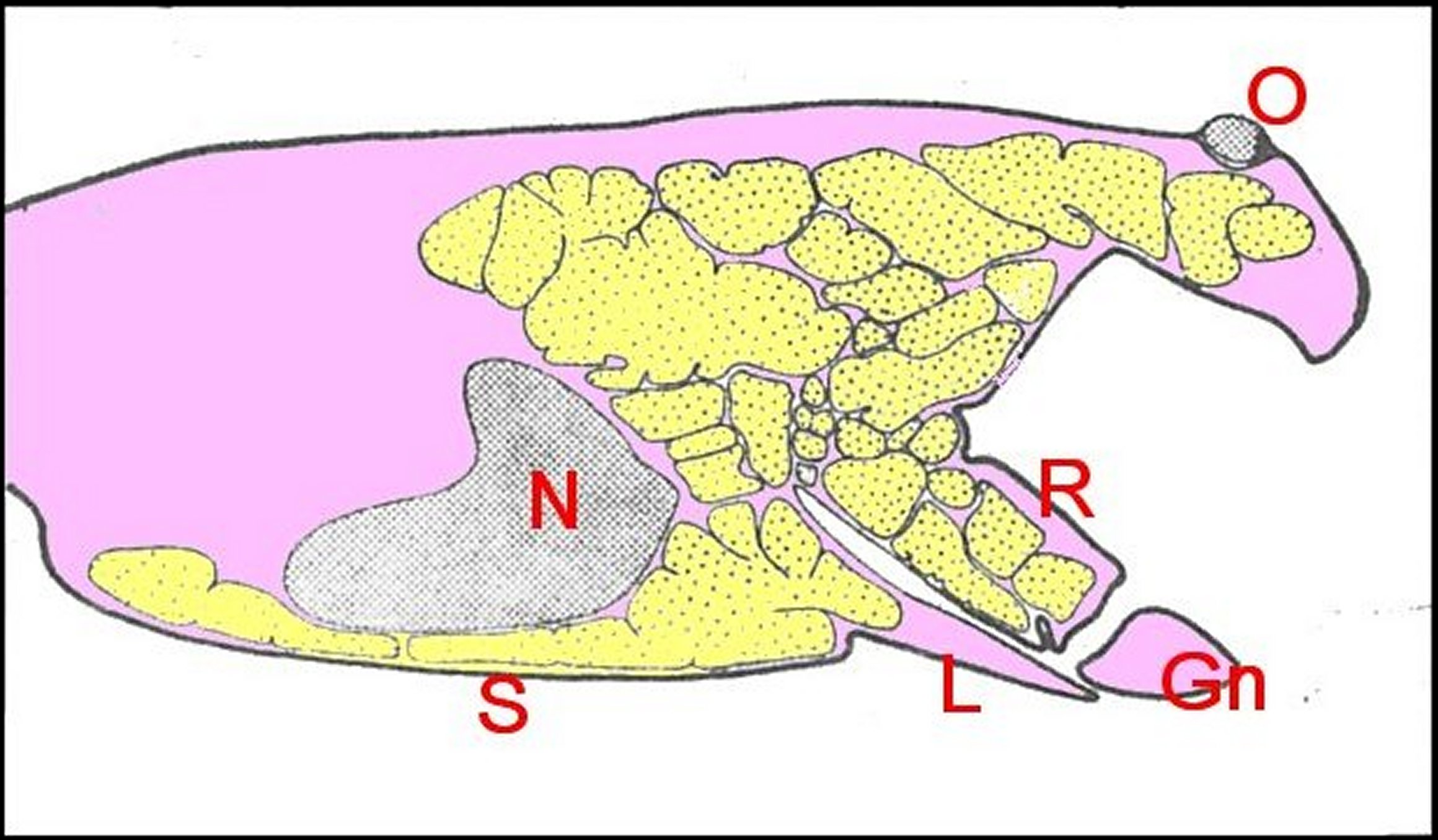
Grafik des Querschnitts der Giftdrüse bei den Plectreuridae

Bei den Arten der Familie der Plectreuridae handelt es sich um kleine bis mittelgroße Echte Webspinnen (Araneomorphae) mit einer Körperlänge von 5 bis 12 Millimetern. Die Vertreter der Familie zählen zu den typischsten Spinnen der Teilordnung der Haplogynae, die ecribellat sind. Allerdings besitzen die Arten der Plectreuridae anders als die meisten Vertreter der Haplogynae und viele andere Spinnen acht statt sechs Augen. Anders als bei vielen anderen Spinnen sind die Männchen der Plectreuridae den Weibchen kaum kleiner oder weniger kräftig und kann dieses sogar hinsichtlich der Größe sowie der Beinspannweite übertreffen.
Der Carapax (Rückenschild des Prosomas, bzw. Vorderkörper) ist bei den Arten der Plectreuridae rotbraun bis schwarz gefärbt. Die Augen sind je zu viert in zwei übereinander befindlichen und überwiegend gerade verlaufenden Reihen angegliedert. Die unteren Mittelaugen sind geringfügig bis deutlich kleiner als die übrigen. Ein auffälliges Merkmal der Familie ist der erhöhte Clypeus (schmaler Abschnitt zwischen dem vorderen Augenpaar und dem Rand des Carapax). Aufgrund dessen und durch die nach vorne geneigten Cheliceren (Kieferklauen) besitzen die Arten der Familie der Plectreuridae eine stark erkennbare Gesichtsregion. Die Cheliceren besitzen keine Buckel und sind miteinander an den Basisgliedern etwa im Bereich der Hälfte der Gesamtlänge durch eine flexible weiße Membran miteinander verbunden. Die Innenflächen der Cheliceren sind auf apikaler (an der Spitze gelegener) Fläche mit einem transparenten und laminaartigen Gebilde versehen, die an der Spitze der Giftklaue zu einem dreieckigen Zahn ausgebildet ist. An den äußeren Flächen sind die Cheliceren bei beiden Geschlechtern mit feinen Rillen versehen, die als Stridulationsorgane fungieren. Das Labium (sklerotisierte, bzw. gehärtete Platte zwischen den Laden an der Vorderseite des Sternums bzw. dem Brustschild des Prosomas) ist von halbdreieckiger Form und länger als breit sowie freigelegt. Es ist konvergierend von den Laden (umgebildete Coxae, bzw. Hüftglieder der Pedipalpen) umgeben, die an ihrer Basis je einen konisch geformten Sporn aufweisen.
Die Färbung der Extremitäten entspricht der des Carapax. An den Femora (Schenkel) der Pedipalpen (umgewandelte Extremitäten im Kopfbereich) befindet sich je ein nadelförmiges Stridulationsorgan auf der Basis der prolateralen (seitlich vorgelegten) Fläche. Die Tarsen (Fußglieder) weisen allesamt gezackte Borsten auf. An den Tarsen befinden sich je drei Klauen. Darunter sind die paarig angelegten Krallen einander ähnlich und in einer Reihe kammförmig angelegt. Die medianen (mittleren) Krallen sind stark gebogen und besitzen je einen einzelnen, basalen (an der Basis gelegenen) und kleinen Dentikel (zahnartiges Gebilde). Die Pedipalpen der Weibchen haben keine Klaue und enden in einer gehörnten Spitze.
Das Opisthosoma (Hinterleib) weist eine gelbbraune bis schwarze Farbgebung ist, wobei nicht selten zusätzlich ein blasses Herzmal vorhanden ist. Bei den Spinnen der Plectreuridae sind zwei Buchlungen zur Atmung an der Basis des Opisthosomas vorhanden. Die Tracheen und Stigmen (Atemöffnungen) haben anscheinend keine Funktion mehr. Die Stigmen waren ursprünglich in einer unauffälligen, quer verlaufenden Rinne vor den Spinnwarzen befindlich. Diese sind klein und dicht aneinander gereiht. Es sind wie bei vielen Spinnen derer sechs an der Anzahl, die in drei Paaren angegliedert sind. Das vordere und das hintere Paar der Spinnwarzen ist zweigliedrig, wobei die apikalen Segmente klein und konisch geformt sind. Der Cololus (funktionsloser Hügel und Rest des einstigen sog. Cribellums) setzt sich jeweils aus einer kleinen bräunlichen Plakette mit zwei Borsten zusammen.

### Genitalmorphologische Merkmale
Die Geschlechtsorgane der Plectreuridae entsprechen vom Aufbau her grundsätzlich denen anderer Spinnen der Teilordnung der Haplogynae und haben somit verglichen mit denen anderer Echter Webspinnen (Araneamorphae) primitivere Eigenschaften. Die Bulbi (männliche Geschlechtsorgane) sind demzufolge einfach gebaut, während den Weibchen die ansonsten für diese Unterordnung typische Epigyne fehlt.

#### Aufbau der Bulbi
Ein einzelner Bulbus ist bei den Männchen der Plectreuridae als kurzer Anhang ausgebildet. Außerdem erscheinen sie wenig segmentiert und sing wenig kräftig. Das Femur eines Pedipalpus beim Männchen erscheint als langgestrecktes, leicht gekrümmtes Segment und trägt an der Basis ein einzelnes kleines und stiftgörmiges Stridulationsorgan, das über die feinen Querrillen an der Seite der Cheliceren gerieben wird. Die Patella (Glied zwischen Femur und Tibia) ist eher kurz und dünner als die Breite des Femurs selbiger Extremität. Die Tibia (Schiene) des Pedipalpus von den Männchen der Familie ist etwas mehr als halb so lang wie das dortige Femur und weist insbesondere an der Basis eine mäßig bis starke Verdickung auf. Der Tarsus ist hier ein kurzes und fast oval geformtes Segment, dessen Länge die Breite wenig übertrifft. Alle Segmente des Pedipalpus sind bei den Männchen der Plectreuridae großzügig mit feinen sowie längeren und etwas gefiederten Setae (chitinisierte Haare) bedeckt.
Das Anlegen des Bulbus in den Tarsus erfolgt bei den Plectreuridae in ventraler Position. Der Bulbus selber ist bei dieser Familie von simpler Gestalt. Ein Konduktor (Leiter) fehlt am Embolus (letztes Sklerit, bzw. Hartteil des Bulbus) genau wie Apophysen (chitinisierte Fortsätze) am gesamten Organ. Bei vielen Arten der Plectreuridae ist der Bulbus oft kugel- oder birnenförmig und allgemein vergleichsweise groß. Bei anderen Arten, etwa Plectreurys castanea, sind beide der Bulbi in Lappen unterteilt, während die Emboli hier als relativ kurze und spornartiges Gebilde erscheint. Bei den meisten Arten jedoch ist der Embolus eines Bulbus lang und dünn gebaut.

#### Aufbau der weiblichen Geschlechtsorgane
Wie bei anderen Spinnen der Teilordnung der Haplogynae, so sind auch bei denen der Plectreuridae die Geschlechtsorgane unter dem Integument (äußere Körperhülle) verborgen. Bei unreifen Tieren erscheint die Genitalfurche als einfacher, quer verlaufender Spalt, während die Genitalfurche bei geschlechtsreifen Weibchen die lippenartigen Ränder der Furche mehr oder weniger ausgeprägt angeschwollen und stärker sklerotisiert (verhärtet) sowie dunkler gefärbt als das umliegende Integument gefärbt ist.
Der einfache Komplex der weiblichen Geschlechtsorgane der Plectreuridae besteht aus einer voluminösen, quer verlaufenden Erweiterung der Höhle der Vulva sowie einer Bursa copulatrix (Begattungstasche), die teilweise in der aber überwiegend anterior (vorhergehend) zu der Vaginalöffnung gelegen ist. Die Tasche ist breit und besitzt sklerotisierte Bänder und Ringe zur Starrhaltung. Die Spermatheken (Samentaschen) erscheinen anders als bei vielen Spinnen, bei denen diese oftmals als paarige Gebilde erkennbar sind, nicht signifikant voneinander getrennt. Sie münden direkt in die Vagina.

### Differenzierung von ähnlichen Spinnen
Die Arten der Plectreuridae können leicht mit denen der nah verwandten Familie der Diguetidae verwechselt werden. Abgesehen von der Färbung und der Lebensweise unterscheiden sich die Spinnen beider Familien jedoch vor allem durch die Anzahl der Augen, die bei den Arten der Diguetidae lediglich sechs beträgt. Ähnlichkeiten gibt es vom Habitus und von der Biologie her ebenfalls mit den auch zur Teilordnung der Haplogynae zählenden Fischernetzspinnen (Segestriidae), die jedoch genauso über sechs Augen verfügen.
Arten aus der Gattung Kibramoa werden außerdem nicht selten mit der nicht näher verwandten und für den Menschen potentiell gefährlichen Westlichen Schwarzen Witwe (Latrodectus hesperus) aus der Familie der Kugelspinnen (Theridiidae) verwechselt. Den Arten der Plectreuridae fehlt jedoch das bei allen Echten Witwen (Latrodectus) mitsamt der genannten Art vorhandenen Sanduhrzeichnung auf der ventralen (unteren) Fläche des Opisthosomas.

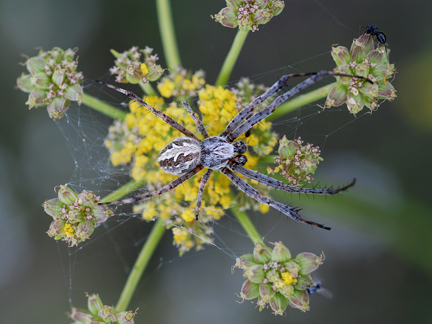
Männchen von Diguetia canities aus der Familie der Diguetidae
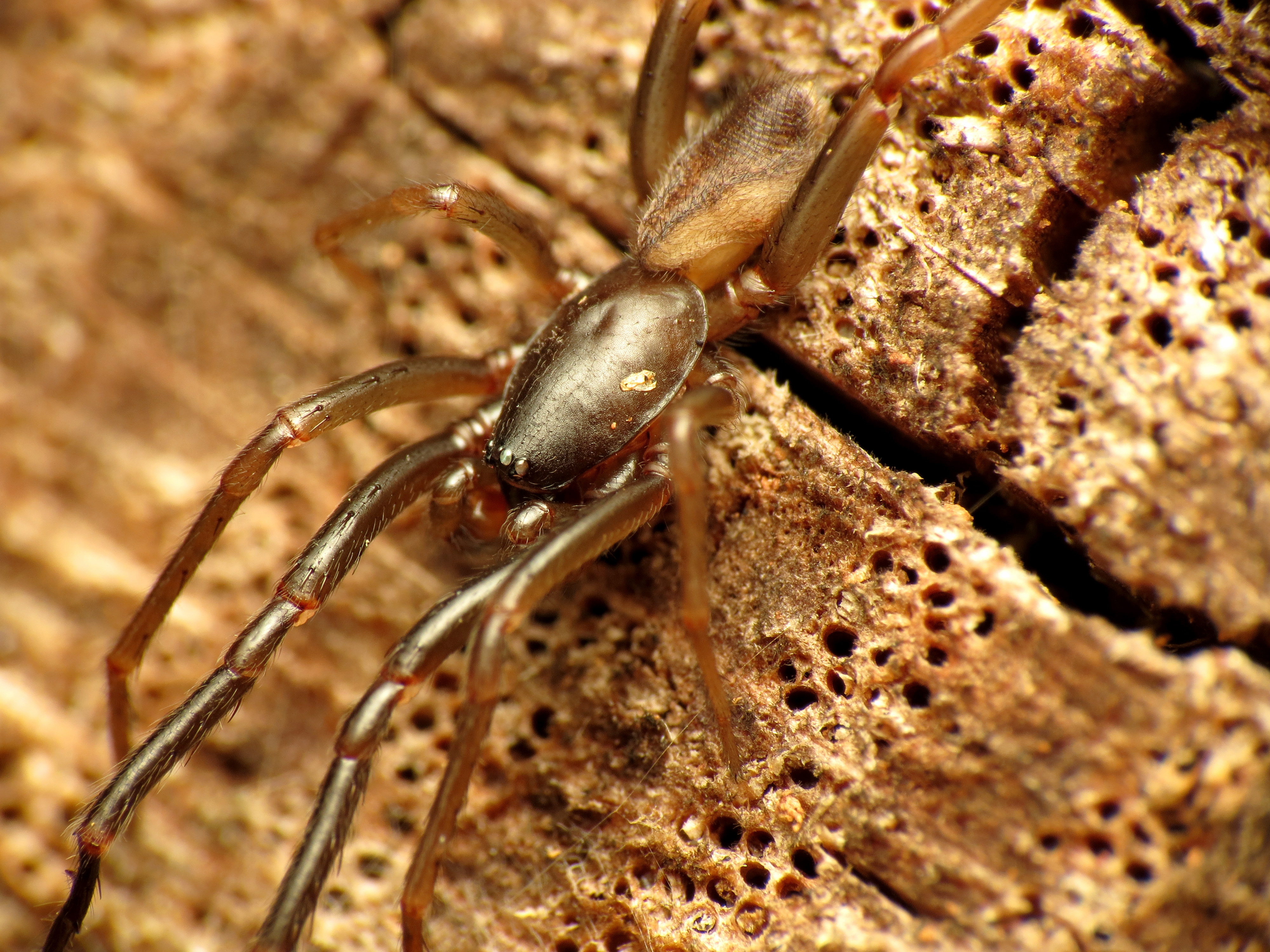
Männchen von Ariadna bicolor aus der Familie der Fischernetzspinnen (Segestriidae)
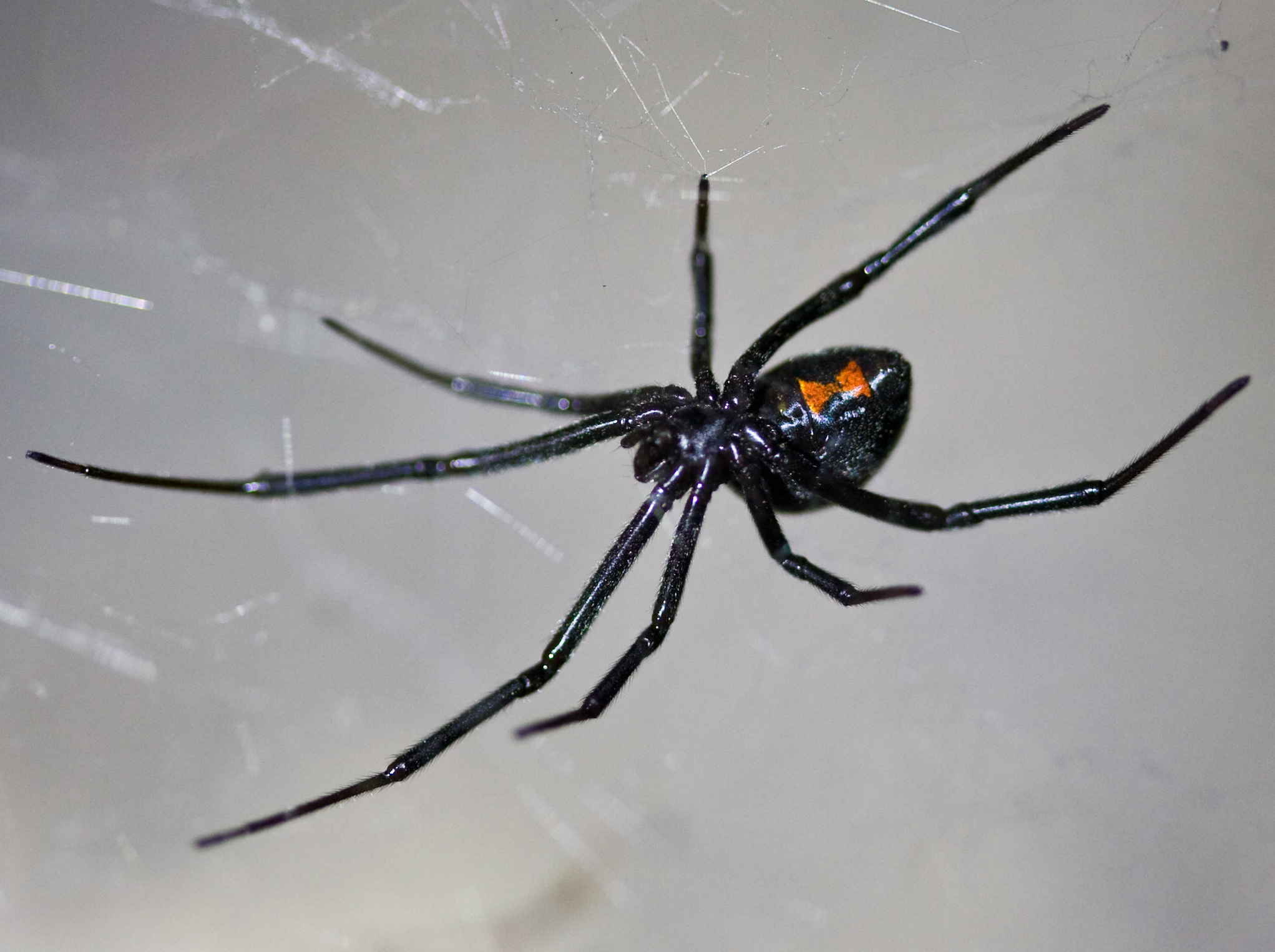
Weibchen der Westlichen Schwarzen Witwe (Latrodectus hesperus)

## Verbreitung

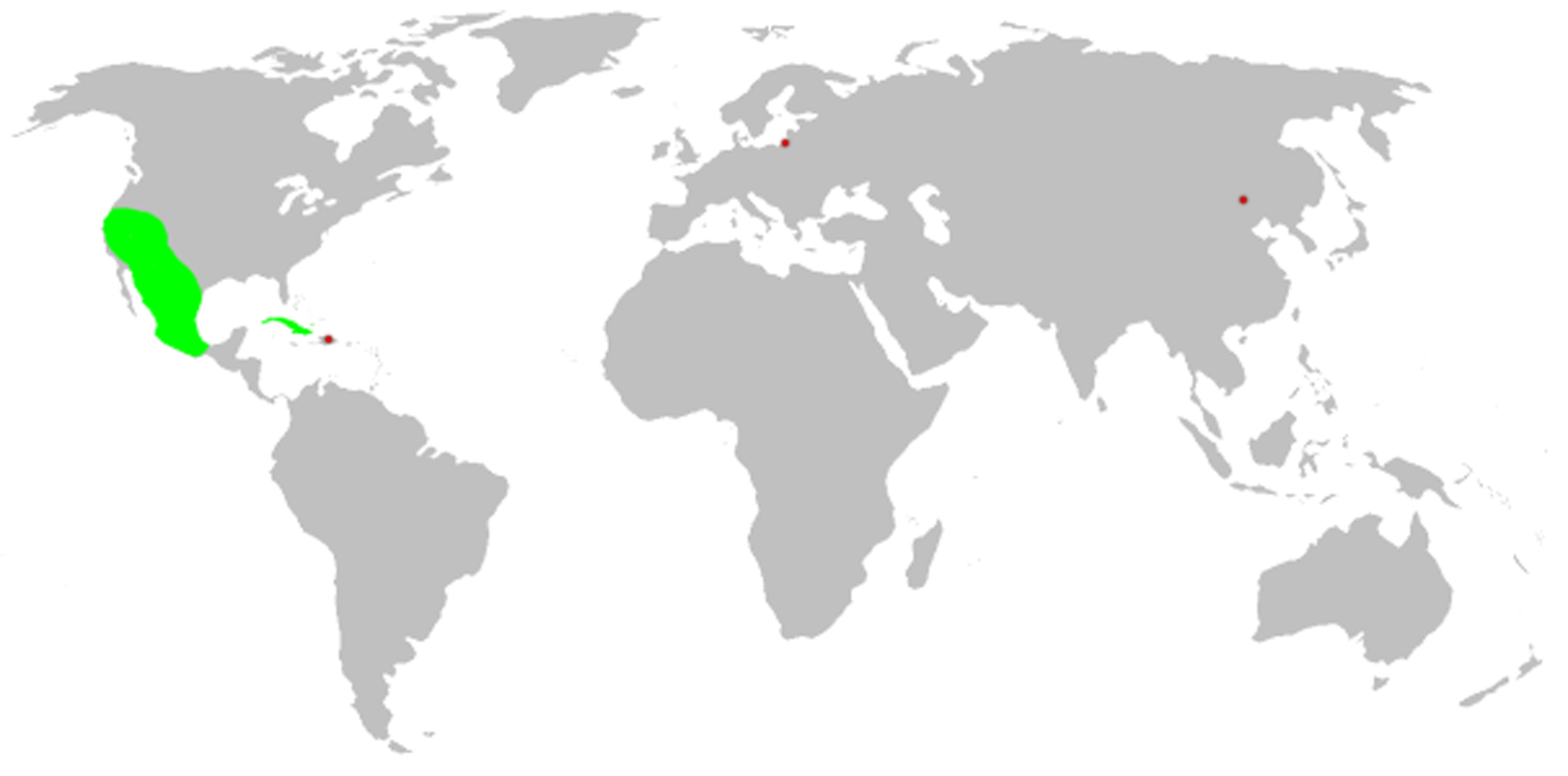
Aktuelle Verbreitung der Familie der Plectreuridae (grün) und fossile Funde (rot).

Die Familie der Plectreuridae ist in Nord- und Mittelamerika verbreitet. Den Verbreitungsschwerpunkt bilden jedoch der Südwesten der Vereinigten Staaten und der Norden Mexikos. Einzelne Arten bewohnen auch die Eichen- und Nadelwälder im Zentrum des US-Bundesstaats Kaliforniens, wo sich das Verbreitungsgebiet der Familie weiterhin über das Große Becken bis in das südliche Zentrum des US-Staats Washington erstreckt.

## Lebensweise

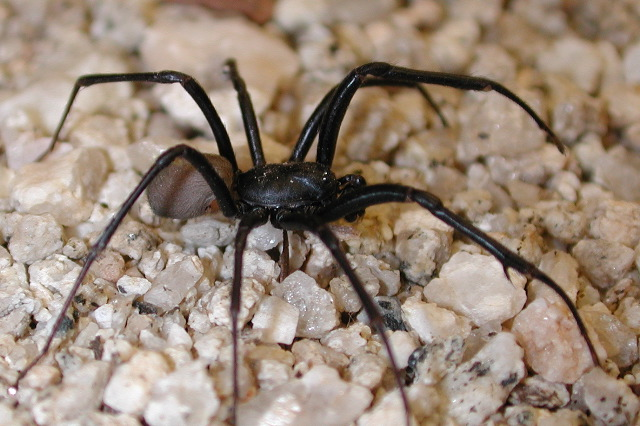
Freilaufendes Männchen aus der Familie der Plectreuridae

Die allesamt nachtaktiven Arten der Plectreuridae legen röhrenförmige Rückzugsorte an, die über kleine Ausgänge verfügen und die mit Spinnseide gesäumt oder umringt sind. Diese Verstecke legen die Spinnen in dunklen Stellen, darunter unter Steinen oder Detritus an. Andere beliebte Orte für das Anlegen der Rückzugsorte sind Löcher von Fließgewässern bei Straßen, Spalten im Mauerwerk von Steinmauern und Brücken oder Zäunen und Häuser in Lehmbauweise. Am Tag verbleiben die Tiere entsprechend ihrer Aktivitätszeit in ihren Verstecken. Die Weibchen der Familie verbleiben immer in der Nähe ihres Unterschlupfes, während ausgewachsene Männchen diese ab Eintritt der Geschlechtsreife verlassen, um Weibchen aufzusuchen. Dabei geraten die Männchen nicht selten in Häuser.

### Jagdverhalten und Beutespektrum
Die Arten der Plectreuridae leben wie alle Spinnen räuberisch und zählen zu den freijagenden Vertretern dieser Ordnung, die demzufolge kein Spinnennetz für den Beutefang verwenden. Weibchen der Familie positionieren sich am Eingang ihres Verlieses und fassen Beutetiere, die dort hineingeraten. Das Beutespektrum setzt sich aus Insekten zusammen.

### Lebenszyklus
Der Lebenszyklus der Plectreuridae ist wie bei anderen Spinnen in mehrere Phasen unterteilt und bei dieser Familie wenig erforscht. Das Paarungsverhalten der Familie ist gänzlich unerforscht. Die Sporne an der Tibien der Pedipalpen bei den Männchen lassen vermuten, dass mithilfe dieser die Beine oder die Cheliceren der Weibchen während der Paarung gehalten werden. Ob die Männchen der Plectreuridae die Bulbi während der Paarung jeweils getrennt oder gleichzeitig in die Geschlechtsöffnung der Weibchen einführen, ist nicht überliefert. Die Weibchen bewachen ihre Eier nach der Ablage in einem kokon- und spitzenartigen Brutgespinst.

## Systematik
Die klassische Systematik befasst sich im Bereich der Biologie sowohl mit der taxonomischen (systematischen) Einteilung als auch mit der Biologie und mit der Nomenklatur (Disziplin der wissenschaftlichen Benennung) von Lebewesen und somit auch denen der Plectreuridae. Die Typusgattung der Familie ist Plectreurys.
Die Bezeichnung „Plectreuridae“ ist eine Zusammensetzung der altgriechischen Wörter πλέκτρα (pléktra), das übersetzt „Flechtwerk“ und εὐρύς (eurýs), das übersetzt „breit“ „weit“ bedeutet und auf die gesäumten Wohngespinste der Tiere hindeutet.

### Beschreibungsgeschichte
Die Erstbeschreibung des Taxons erfolgte 1893 unter Eugène Simon, der die Plectreuridae damals als Unterfamilie der Plectreurinae innerhalb der Familie der Sechsäugigen Sandspinnen (Sicariidae) einordnete. Bereits 1898 wurde von Nathan Banks vorgeschlagen, die Plectreuridae als Familie unter der gleichen Bezeichnung zu führen, der sich jedoch für lange Zeit nicht durchsetzte. Zuerst 1946 und dann endgültig 1958 erhob die Willis John Gertsch die Plectreuridae zu einer Familie.

### Gattungen und Arten
Der World Spider Catalog listet für die Plectreuridae aktuell zwei Gattungen und 31 Arten.
- Kibramoa Chamberlin, 1924
  - Kibramoa guapa Gertsch, 1958
  - Kibramoa hermani Chamberlin & Ivie, 1935
  - Kibramoa isolata Gertsch, 1958
  - Kibramoa madrona Gertsch, 1958
  - Kibramoa paiuta Gertsch, 1958
  - Kibramoa suprenans (Chamberlin, 1919)
  - Kibramoa suprenans pima Gertsch, 1958
  - Kibramoa yuma Gertsch, 1958
- Plectreurys Simon, 1893
  - Plectreurys angela Gertsch, 1958
  - Plectreurys ardea Gertsch, 1958
  - Plectreurys arida Gertsch, 1958
  - Plectreurys bicolor Banks, 1898
  - Plectreurys castanea Simon, 1893
  - Plectreurys ceralbona Chamberlin, 1924
  - Plectreurys conifera Gertsch, 1958
  - Plectreurys deserta Gertsch, 1958
  - Plectreurys globosa Franganillo, 1931
  - Plectreurys hatibonico Alayón, 2003
  - Plectreurys janzeni Alayón & Víquez, 2011
  - Plectreurys misteca Gertsch, 1958
  - Plectreurys mojavea Gertsch, 1958
  - Plectreurys monterea Gertsch, 1958
  - Plectreurys nahuana Gertsch, 1958
  - Plectreurys oasa Gertsch, 1958
  - Plectreurys paisana Gertsch, 1958
  - Plectreurys schicki Gertsch, 1958
  - Plectreurys tecate Gertsch, 1958
  - Plectreurys tristis Simon, 1893
  - Plectreurys valens Chamberlin, 1924
  - Plectreurys vaquera Gertsch, 1958
  - Plectreurys zacateca Gertsch, 1958

Neben den beiden rezenten Gattungen gibt es innerhalb der Familie der Plectreuridae auch zwei weitere, die heute als ausgestorben gelten. Diese sind:
- † Eoplectreurys Selden & Huang, 2010[14]
- † Palaeoplectreurys Wunderlich, 2004[15]